# Mujeres Libres
De Mujeres Libres (Nederlands: Vrije Vrouwen) was een anarchistische vrouwenorganisatie in Spanje welke tot doel had vrouwen uit de arbeidersklasse te emanciperen. De organisatie werd in 1936 geïnitieerd door Lucía Sánchez Saornil, Mercedes Comaposada en Amparo Poch y Gascón. De organisatie was gebaseerd op het idee van een "dubbele strijd": die van de bevrijding van de vrouw en de sociale revolutie. De twee doelstellingen waren even belangrijk en moesten volgens Mujeres Libres parallel worden nagestreefd.  Met het uitbreken van de Spaanse Burgeroorlog en Revolutie steeg het ledenaantal van de organisatie snel tot ongeveer 30.000 leden. 

## Sociale context
In het revolutionaire Spanje van de jaren dertig bestond veel onvrede onder anarchistische vrouwen over hun gemarginaliseerde status en het aanhoudend seksisme van anarchistische mannen. Dit terwijl zij onderdeel waren van een beweging die ogenschijnlijk overheersing en maatschappelijke hiërarchieën probeerde af te schaffen. De omstandigheden voor Spaanse vrouwen van vóór de Spaanse revolutie waren onderdrukkend, in die zin dat ze zonder hun toestemming tot huwelijken konden worden gedwongen en dat alleenstaande vrouwen hun huis niet mochten verlaten zonder mannelijke begeleiding. Bovendien waren de arbeidsomstandigheden voor vrouwen moeilijk omdat voor het einde van de monarchie hun salaris de helft was van dat wat mannelijke werknemers ontvingen. De beperkte rechten die aan vrouwen werden verleend, werden alleen aangeboden aan vrouwen uit de midden- en hogere klasse en helemaal niet aan de arbeidersklasse. 

## Oorsprong
De oprichters van Mujeres Libres waren allemaal actief in de libertaire beweging en waren ontevreden over de manier waarop de beweging met de problemen, waar zij als vrouwen werden geconfronteerd, aanpakte.  Vrouwen waren van mening dat hun mannelijke medeactivisten, ondanks de roep om gelijkheid,  vrouwen niet als gelijken behandelden. Het algemene gevoel was dat: 
 Al die kameraden, hoe radicaal ze ook in cafés, vakbonden en zelfs affiniteitsgroepen [FAI] ook mogen zijn, hun kostuum als liefhebber van vrouwelijke bevrijding aan de deur van hun huis laten vallen. Binnen gedragen ze zich met hun vrouwelijke kameraden net als een gewone 'echtgenoot'.  
 Hoewel vrouwen bij veel van de vakbonden en bewegingen betrokken waren, zoals CNT en FAI, waren ze vaak een minderheid. Ze werden vaak genegeerd of hun deelname werd niet erkend, hetzij als gevolg van seksisme of doordat vrouwen zelf aarzelde om mee te doen.  Mannen namen vrouwen over het algemeen niet serieus in de publieke of politieke context. Tijdens  groepsbijeenkomsten van bijv. de FIJL werden vrouwen uitgelachen voordat ze zelfs maar spraken.  Dit gebeurde ondanks het feit dat organisaties zoals de CNT de officiële opvatting hadden dat mannen en vrouwen thuis en in de beweging gelijk behandeld moesten worden. De overtuiging binnen de libertaire beweging was dat 'de twee geslachten gelijk zullen zijn, zowel in rechten als in verplichtingen'.  De Mujeres Libres identificeerden zich niet als een feministische organisatie, maar beschouwden de problemen van vrouwen als onafscheidelijk van de sociale problemen van die tijd. Terwijl ze de wens voor sociale revolutie met hun compañeros deelden, drongen ze ook aan op erkenning van de capaciteiten van vrouwen en organiseerden ze zich in hun gemeenschappen om dat doel te bereiken. 

## De beweging organiseren
In 1935 begonnen in Madrid Lucía Sánchez Saornil en Mercedes Comaposada hun eigen organisatie om vrouwen te onderwijzen in politieke actualiteit, anarchistische ideologie en vrouwenrechten. Sánchez Saornil was schrijfster en dichteres en was actief geweest in vakbondsgroepen van de CNT in Barcelona totdat ze naar Madrid verhuisde waar zij Comaposada ontmoette. Comaposada was advocaat en groeide op in een linkse familie met een socialistische vader. Beide vrouwen waren actief geweest binnen de CNT, maar waren gefrustreerd over de manier waarop vrouwen door de militanten werden behandeld. Samen vormden ze de Mujeres Libres en werden ze redactrice van diens tijdschrift, dat zich richtte op de anarcho-syndicalistische beweging en de emancipatie van de vrouw.  Een andere betrokkene was Lola Iturbe.  Ze werden later vergezeld door Amparo Poch y Gascon, een arts die meer seksuele vrijheid voor vrouwen bepleitte en ideeën over monogamie en de dubbele seksuele standaard uitdaagde.  Soledad Estorach was een actief vakbondslid in Barcelona, maar merkte dat de vakbonden vrouwen niet op adequate wijze betrokken. ZIj vormde hierom eveneens een vrouwengroep, de Grupo Cultural Feminino. In 1936 ontdekten de twee groepen elkaar en Comaposada van de Mujeres Libres reisde naar Barcelona voor een ontmoeting. Hierop zouden zij zich verenigden in de Agrupacion Mujeres Libres en vormden een landelijke federatie. 

## Doelen en activiteiten

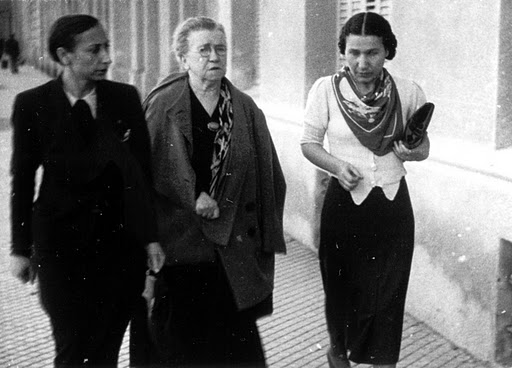
Lucía Sánchez Saornil (rechts) en Emma Goldman (midden)

De Mujeres Libres verwierpen de stelling van het reguliere Spaanse anarchisme dat de gelijkheid van vrouwen automatisch uit de sociale revolutie zou voortvloeien. Zij verwezen hierbij naar de anarchistische stelling dat de middelen de gewenste de uitkomst van de toekomstige revolutionaire samenleving zouden vormen. De Mujeres Libres promootten hierom onderwijs en gelijkheid zowel in de maatschappij én de libertaire beweging. In de eerste maanden van de organisatie richtten de leden zich op het vergroten van het bewustzijn en het creëren van netwerken van activisten. Ze hielden vergaderingen en brachten verslag uit over de chauvinistische acties van hun mannelijke kameraden. Naarmate hun lidmaatschap groeide, namen ook hun activiteiten en politieke betrokkenheid toe. Toen de revolutie in 1936 begon, hadden de Mujeres Libres een stabiel netwerk van anarchistische activisten gevormd en waren ze klaar om deel te nemen aan de revolutie. 

## Bewustzijn
De organisatie produceerde propaganda via radio, reizende bibliotheken en propaganda-tours om hun doel te promoten. Organisatoren en activisten reisden door rurale delen van Spanje om landelijke collectieven op te zetten ter ondersteuning van vrouwen op in de landelijke gebieden. 

## Onderwijs
Om vrouwen voor te bereiden op leiderschapsrollen in de anarchistische beweging, organiseerden ze scholen, sociale groepen voor vrouwen en een krant voor vrouwen, zodat vrouwen zelfrespect en vertrouwen in hun capaciteiten konden krijgen en met elkaar konden netwerken om hun politieke bewustzijn te ontwikkelen. Veel van de vrouwelijke arbeiders in Spanje waren analfabeet en de Mujeres Libres trachtten hen op te leiden door alfabetiseringsprogramma's, technisch georiënteerde klassen en klassen in sociale studies. Er zijn ook scholen opgericht voor treinverpleegkundigen om gewonden te helpen in medische noodklinieken.  Medische lessen gaven vrouwen ook informatie over seksuele gezondheid en pre- en postnatale zorg.  

## Gelijkheid
In tegenstelling tot andere linkse vrouwenorganisaties in Spanje in die tijd, was het Mujeres Libres uniek omdat het erop stond autonoom te blijven van de door mannen gedomineerde CNT, FAI en FIJL. De organisatie vocht voor gelijke status met deze gevestigde anarchistische organisaties. De Mujeres Libres hebben ook programma's opgezet om vrouwen te helpen bij de overgang naar de beroepsbevolking, door hen de nodige vaardigheden bij te brengen.  Dit deden zij meestal in samenwerking met de lokale vakbonden, omdat vrouwen vaak ook posities moesten vervullen van mannen die naar het front vertrokken. Naast het leveren van voedsel aan de milities, ondersteunden ze vrouwen in de milities door schietbanen en vuurwapentrainingen op te zetten. 

## Tijdschrift

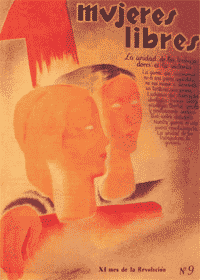
Tijdschrift Mujeres Libres

De Mujeres Libres hadden een door vrouwen gerund tijdschrift opgericht om hun leden te informeren. Het eerste maandelijkse nummer van Mujeres Libres werd op 20 mei 1936 gepubliceerd (in een oplage van circa 100). Het tijdschrift had slechts 14 nummers; de laatste werd nog steeds gedrukt toen het front van de burgeroorlog Barcelona bereikte. Er zijn voor zever bekend hiervan geen exemplaren bewaard gebleven. Het tijdschrift richtte zich tot vrouwen uit de arbeidersklasse en richtte zich op om 'het vrouwelijke bewustzijn voor libertaire ideeën aan te wakkeren'. 

## Dagopvang
De organisatie vormden ook een dagopvangsysteem om kinderopvang te bieden aan vrouwen die zich actief inzetten of als vakbondsafgevaardigden dienden. Terwijl ze voor de kinderen zorgden, leerden ze hen over Libertair Communisme en de doelen waar zij voor vochten. Dus in zekere zin bereidden ze hen voor als toekomstige ondersteuners van hun zaak. Daarnaast verzorgden ze programma's om vrouwen voor te lichten over kinderopvang en de ontwikkeling van het kind. 

## Oppositie
Sommige tegenstanders van de beweging voor vrouwenrechten voerden aan dat de eigenlijke rol van een vrouw was om moeder te zijn en dat zij ondersteuning moest bieden haar activistische echtgenoten thuis. Matilde Piller schreef in Estudios in 1934 dat 'men  - in de strikte zin van het woord - niet tegelijkertijd een goede moeder, advocaat en vrouw kan zijn … misschien kan men tegelijkertijd een intellectueel en een vrouw zijn. Maar een moeder? Nee."  Anderen tegenwerpingen waren dat hun de organisatie de doelen van de anarchistische beweging, die er opgericht was om een egalitaire samenleving te bevorderen waar mannen en vrouwen zouden samenwerken, zouden ondermijnen. 

## Blijvende effecten
Ondanks de kortstondige revolutie heeft de Mujeres Libres een enorm effect gehad op het leven van vrouwen in Spanje. Mujeres Libres gaf vrouwen de kracht in het kader van een arbeidersbeweging en revolutionaire verandering.  Ook is de vorm van een autonome vrouwenorganisatie een blijvende inspiratie voor vrouwen wereldwijd welke ook terug te vinden is bij andere sociale bewegingen als de Zapatista's en de Koerdische Bevrijdingsbeweging. 

## Gerelateerde films
- Libertarias ( Vicente Aranda, 1996)